# Poimenovanje zdravil
Zdravila imajo pogosto več imen. Ob odkritju dobi vsaka učinkovina svoje kemično ime in njegovo skrajšano verzijo, ki se uporablja za lažje sporazumevanje med raziskovalci. Če Urad za zdravila ugotovi, da je učinkovina dovolj učinkovita in varna za uporabo pri ljudeh, izda dovoljenje za njeno uporabo v zdravljenju. Zdravilo dobi dodatni imeni: nelastniško (generično ali nezaščiteno) ime in lastniško (zaščiteno) ime. Lastniško ime da originalni proizvajalec, ki ima do njega tudi izključno pravico, pod nelastniškim imenom pa ga ponudijo drugi proizvajalci, ko zdravilu poteče patentna zaščita. Zdravniki, farmacevti, raziskovalci in drugi, ki pišejo o novih zdravilnih učinkovinah, navajajo njihova nezaščitena imena, katera se nanašajo na spojino, ne pa na zdravilo določenega proizvajalca.
Nelastniška imena so običajno bolj zapletena in si jih je težje zapomniti od lastniških imen. Večinoma povzemajo skrajšano verzijo imena zgradbe oziroma formule spojine. Najpomembnejša značilnost vseh nelastniških imen je njihova edinstvenost. Tudi lastniška imena morajo biti edinstvena. Običajno so zanimiva in si jih lahko zapomnimo. Označujejo določeno značilnost zdravila. Na primer Unipres znižuje krvni tlak, Glucobay znižuje raven glukoze v krvi. Po drugi strani pa je na primer Enap skrajšano ime za enalapril, nelastniško ime učinkovine za zniževanje krvnega tlaka.
Pri sprejemanju lastniškega in nelastniškega imena morajo biti pristojni prepričani, da je ime novo in ga ne bo mogoče zamenjati z imenom drugega zdravila. Imena, ki so si preveč podobna, lahko povzročijo napake pri njihovemu predpisovanju.